# Бермингхам (Алабама)
Бермингхам (енгл. Birmingham) град је у америчкој савезној држави Алабама и највећи град те савезне државе. По попису становништва из 2020. у њему је живело 200.733 становника. У овоме граду је смештена делом радња романа Томаса Хариса Црвени Змај.

## Географија
Бермингхам се налази на надморској висини од 187 m.

## Историја
Бермингхам је водеће металуршко средиште америчког југа, због налазишта угља и гвоздене руде у околици, а важан је центар и телекомуникационих делатности. Уједно је Бермингхам и културни и образовни центар, а има и универзитет, основан 1966. године, и велики медицински центар.
Бермингхам је основан 1. јула 1871. године на раскрсници железничких пруга. Саграђен је плански након краја Америчког грађанског рата, са циљем индустријализације америчког југа, који је у то доба био слабије индустријски развијен, а недостатак индустрије и превласт пољопривреде су били један од узрока грађанског рата. Назван је према енглеском Бирмингему који је такође значајан индустријски центар. Град је у почетку био трговачка станица, али се због оближњих налазишта гвоздене руде убрзо развила металуршка индустрија. Околина Бермингхама је једино мјесто у свету где се на истом месту налазе налазишта угља, гвоздене руде и кречњака.
Град се посебно брзо развијао почетком 20. вијека, када је назван „чаробним градом“. Тада се убрзано граде небодери и нове пословне зграде. Град је тешко погодила велика економска криза 1930-их, али се брзо опоравио током економских мера председника Рузвелта. Индустрија се посебно развила током Другог светског рата када су постојале велике ратне потребе за челиком.

## Демографија
Према попису становништва из 2010. у граду је живело 212.237 становника, што је 30.583 (12,6%) становника мање него 2000. године.
|                   | 2010.            | 2000.            |
| Укупно            | 212 237 (100,0%) | 242 820 (100,0%) |
| Афроамериканци    | 155 791 (73,40%) | 178 372 (73,46%) |
| Белци             | 44 819 (21,12%)  | 57 096 (23,51%)  |
| Хиспаноамериканци | 7 704 (3,630%)   | 3 764 (1,550%)   |
| Азијати           | 2 152 (1,014%)   | 1 942 (0,800%)   |
| Остали            | 1 771 (0,834%)   | 1 646 (0,678%)   |

## Партнерски градови
- Rosh HaAyin
- Аншан
- Cobán
- Маебаши
- Плзењ
- Помиљано д'Арко
- Столни Београд
- Виница
- Гверу